# Lamberto Zannier
Pour les articles homonymes, voir Zannier.
Lamberto Zannier, né le 15 juin 1954 à Fagagna, est un diplomate italien, secrétaire général de l'Organisation pour la sécurité et la coopération en Europe de 2011 à 2017.

## Biographie
Diplômé en droit de l'université de Trieste, Lamberto Zannier entre dans la diplomatie italienne. De 1991 à 1997, il est chef du désarmement, du contrôle des armements et de la coopération sur la sécurité au secrétariat de l'OTAN à Bruxelles. De 1997 à 2000, il préside les négociations sur l'adaptation du traité sur les forces conventionnelles en Europe, avant d'être le représentant permanent de l'Italie au Conseil exécutif de l'Organisation pour l'interdiction des armes chimiques à La Haye de 2000 à 2002.
Directeur du Centre de prévention des conflits de l'OSCE à Vienne de 2002 à 2006, il travaille ensuite au ministère italien des Affaires étrangères comme coordinateur pour la politique étrangère et de sécurité commune (PESC) et la politique européenne de sécurité et de défense (PESD). Il est représentant spécial du Secrétaire général des Nations unies au Kosovo de juin 2008 à juin 2011.
Le 1er juillet 2011, il succède au Français Marc Perrin de Brichambaut comme secrétaire général de l'Organisation pour la sécurité et la coopération en Europe (OSCE) jusqu'au 1er juillet 2017.